# 2018 na música brasileira
A seguir está a lista dos eventos notáveis e lançamentos ocorridos em 2018 na música no Brasil.

## Álbuns lançados em 2018

### Janeiro
| Data | Álbum | Artista      | Gênero(s)     |
| ---- | ----- | ------------ | ------------- |
| 19   | Alice | Alice Caymmi | Pop, MPB, R&B |

### Fevereiro
| Data | Álbum | Artista | Gênero(s)   |
| ---- | ----- | ------- | ----------- |
| 16   | Omni  | Angra   | Power metal |

### Março
| Data | Álbum                        | Artista        | Gênero(s)        |
| ---- | ---------------------------- | -------------- | ---------------- |
| 30   | Diferente Não, Estranho - EP | Wesley Safadão | Forró eletrônico |

### Álbuns confirmados para 2018
| Álbum              | Artista | Gênero(s) |
| ------------------ | ------- | --------- |
| 12 Flores Amarelas | Titãs   | Rock      |